# Protesty w Gruzji (2023–2024)
Protesty w Gruzji (2023–2024) – seria wystąpień społecznych związanych z antyzachodnimi działaniami rządzącej Gruzją partii Gruzińskie Marzenie. Ocenia się, że skala demonstracji w maju 2024 uczyniła je największymi protestami w historii Gruzji.
Jedną z głównych przyczyn protestów są działania rządzących w celu przyjęcia wymierzonych w organizacje pozarządowe przepisów, które opozycja uznaje za wzorowane na rosyjskiej ustawie o agentach zagranicznych. Antyrządowe protesty rozpoczęły się w marcu 2023 i zyskały przychylność głowy państwa. W rezultacie parlament odrzucił proponowane przez rząd przepisy, przy czym przewodniczący rządzącej partii Gruzińskie Marzenie Irakli Kobachidze przekonywał, że proponowane przepisy były wzorowane nie na przepisach rosyjskich, ale amerykańskich (ustawa o rejestracji agentów zagranicznych, tzw. FARA z 1938).
Ponowna próba przyjęcia nowych przepisów rozpoczęła się w maju 2024 roku i również wywołała protesty społeczne. Przyjęta przez parlament ustawa została zawetowana przez gruzińską prezydent Salome Zurabiszwili, która argumentowała, że są to przepisy rosyjskie i sprzeczne z gruzińskim kursem na integrację europejską. Mimo weta protesty na ulicach trwały dalej - doszło m.in. do spalenia flagi Federacji Rosyjskiej. 28 maja gruziński parlament odrzucił prezydenckie weto, co spotkało się z zapowiedziami kolejnej fali protestów, krytyką ze strony przedstawicieli Stanów Zjednoczonych i Unii Europejskiej oraz poparciem ze strony przedstawicieli władz rosyjskich.
W związku z wprowadzeniem nowych przepisów Stany Zjednoczone objęły część gruzińskich urzędników sankcjami. Z kolei gruziński rząd zaproponował Stanom wycofanie się z ustawy w zamian za liberalizację przepisów wizowych, zawarcie umowy o wolnym handlu oraz wywarcie presji na organizacje pozarządowe, aby przestały one krytykować gruzińskie władze.